# Kimberley Le Court
Kimberley Le Court   (Curepipe, 23 de març de 1996) és una ciclista mauriciana de ciclisme de carretera, on, actualment, competeix amb l'equip AG Insurance - Soudal Team.
Les seves victòries més destacades en el ciclisme són els campionats nacionals de ruta i contrarellotge, una Lieja-Bastogne-Lieja —esdevenint la primera persona d'Àfrica que guanya un monument del ciclisme— i una etapa al Giro d'Itàlia.

## Palmarès en ruta
- 2015
  -  Medalla d'or en ruta als Jocs Panafricans
- 2016
  -  Campiona de Maurici en ruta
- 2018
  - 1a a la 100 Cycle Challenge féminin
- 2019
  -  Campiona de Maurici en ruta
- 2022
  -  Medalla d'or en contrarrellotge per equips mixtes als Campionats d'Àfrica de ciclisme en ruta
- 2023
  -  Medalla d'or en contrarrellotge per equips mixtes als Campionats d'Àfrica de ciclisme en ruta
- 2024
  -  Campiona de Maurici en ruta
  -  Campiona de Maurici en contrarellotge
  - Vencedora d'una etapa al Giro d'Itàlia
- 2025
  - 1a a la Lieja-Bastogne-Lieja
  - Vencedora d'una etapa a la Volta a la Bretanya
  -  Campiona de Maurici en contrarellotge
  - Vencedora d'una etapa al Tour du France Femmes

## Palmarès en bicicleta de muntanya
- 2019
  -  Medalla d'or als Jocs Africans en marató cross-country
- 2022
  -  Campiona de Maurici en cross-country
  -  Campiona de Maurici en marató cross-country
- 2023
  -  Campiona de Maurici en cross-country

### Resultats a les Grans Voltes

#### Giro d'Itàlia
- 2024. 18a posició, vencedora de la 8a etapa.

#### Tour de França
- 2024. 16a posició
- 2025. 16a posició i vencedora de la 5a etapa